# Jakub Markovič
Jakub Markovič (Přerov, 13 luglio 2001) è un calciatore ceco, portiere del Baník Ostrava.

## Carriera

### Nazionale
Nel 2023 è stato convocato dalla nazionale Under-21 ceca per l'Europeo di categoria, in sostituzione dell'infortunato Matěj Kovář.

## Statistiche

### Presenze e reti nei club
Statistiche aggiornate al 20 giugno 2023.
| Stagione         | Squadra          | Campionato       | Campionato | Campionato | Coppe nazionali | Coppe nazionali | Coppe nazionali | Coppe continentali | Coppe continentali | Coppe continentali | Altre coppe | Altre coppe | Altre coppe | Totale | Totale |
| Stagione         | Squadra          | Comp             | Pres       | Reti       | Comp            | Pres            | Reti            | Comp               | Pres               | Reti               | Comp        | Pres        | Reti        | Pres   | Reti   |
| ---------------- | ---------------- | ---------------- | ---------- | ---------- | --------------- | --------------- | --------------- | ------------------ | ------------------ | ------------------ | ----------- | ----------- | ----------- | ------ | ------ |
| 2019-2020        | Slavia Praga     | 1L               | 2          | 0          | CRC             | 1               | 0               | UCL                | 0                  | 0                  | -           | -           | -           | 3      | 0      |
| sett.-dic. 2020  | Mladá Boleslav   | 1L               | 1          | -3         | CRC             | 2               | -1              | -                  | -                  | -                  | -           | -           | -           | 3      | -4     |
| gen.-giu. 2021   | Graffin Vlašim   | FNL              | 7          | -8         | CRC             | 0               | 0               | -                  | -                  | -                  | -           | -           | -           | 7      | -8     |
| 2021-2022        | Pardubice        | 1L               | 16         | -22        | CRC             | 0               | 0               | -                  | -                  | -                  | -           | -           | -           | 16     | -22    |
| 2022-2023        | Pardubice        | 1L               | 16+2       | -32        | CRC             | 0               | 0               | -                  | -                  | -                  | -           | -           | -           | 18     | -32    |
| Totale Pardubice | Totale Pardubice | Totale Pardubice | 32+2       | -54        |                 | 0               | 0               |                    | -                  | -                  |             | -           | -           | 34     | -54    |
| Totale carriera  | Totale carriera  | Totale carriera  | 42+2       | -65        |                 | 3               | -1              |                    | -                  | -                  |             | -           | -           | 47     | -66    |

## Palmarès

### Club

#### Competizioni nazionali
- Campionato ceco: 1

Slavia Praga: 2019-2020